# Antoine-Joseph Augier
Pour les articles homonymes, voir Augier.
Antoine-Joseph Augier, né le 3 octobre 1728 à Mondragon et mort le 28 juillet 1809 à Orange, est un homme politique français.

## Biographie
Propriétaire à Orange, il fut élu député au Conseil des Anciens le 25 germinal an VII par le département de Vaucluse.
Marié à Delphine Gensoul, sœur d'Alexis Gensoul (1740-1793), tante de Justin Gensoul et de Joseph Gensoul, il est le grand-père de Victor Augier.